# Cloiselia
Cloiselia es un género  de plantas con flores perteneciente a la familia de las asteráceas. Comprende 4 especies descritas y de estas, solo 1 aceptada y 2 en disputa.

## Taxonomía
El género fue descrito por Spencer Le Marchant Moore y publicado en Journal of Botany, British and Foreign 44(521): 148–149, t. 478A a–f. 1906.

## Especies
- Cloiselia humbertii S.Ortiz
- Cloiselia madagascariensis S.Ortiz
- Cloiselia oleifolia (Humbert) S.Ortiz]